# Lalla Ruqaya Al Amrani
Lalla Ruqaya Al Amrani (en arabe : للا رقية العمراني), morte en 1902, est l'une des épouses du sultan Hassan I et la mère du sultan Moulay Abdel-Aziz.

## Biographie
La chérifa Lalla Ruqaya al-Amrani, fut l'épouse favorite du sultan Moulay Hassan I. Lalla Ruqaya est décrite comme une faqîha et une femme de lettres. Elle est une femme qui avait acquis des connaissances très poussées dans les sciences coraniques.
Issue d’une famille illustre marocaine, elle est la sœur du chérif Moulay Abdelslem Al Amrani qui eut le commandement de certaines expéditions militaire durant le règne de son fils Moulay Abdelaziz.
Son fils Moulay Abdelaziz fut éduquer dans la maison de Sidi Mohammed al-Amrani, l’un des principaux chérifs de la cour Alaouite. Auprès de ce dernier son fils Moulay Abdelaziz avait reçu son éducation conformément à la tradition de la dynastie. Après la disgrâce de son frère ainé Sidi Mohammed le sultan Moulay Hassan I s’empressa de le nommer héritier officiel de la couronne.
Lors de l'ascension au trône de son fils mineur, elle ne fut pas attribuée la position de régente, les traditions alaouites excluent les femmes de ce poste. La régence fut attribuée au vizir Ahmed ben Moussa alias Ba Ahmed. Sa position fut limitée a demeurer l'une des conseillers principaux de son fils, position qu'elle maintint jusqu'au-delà de ses 21 ans, selon les sources contemporaines. Il y avait une réelle intimité entre mère et fils, puisqu'ils prenaient les repas ensemble même à l’âge adulte. Lalla Ruqaya était une femme aux idées politiques ouverte pour son époque, elle conseillait à son fils un rapprochement du mode de gouvernance du royaume a celui de l'occident.
Ahmed ben Moussa disparu en 1901, Moulay Abdelaziz subit encore un temps l’influence de sa mère, qui lui fit prendre pour grand visir el-hadj el Mokhtar ben Ahmed, premier secrétaire du grand-vizir défunt ; il choisit également comme ministre de la guerre un ancien mokhzani de Si Ahmed, Si Mehdi el Menebih. Ainsi la politique du vieux mekhzen se poursuivait encore ; mais les mains qui la maniaient n’avaient plus la même vigueur : le sultan grandissait et se montrait impatient de toute tutelle, menaçant de ruiner l’édifice vermoulu du gouvernement marocain. Bientôt Moulay Abdelaziz n’écouta plus que ses impulsions ; il écarta les conseils de sa mère et en avril 1901, fatigué des observations d’el Hadj el Mokhtar, il destitua son grand vizir.
Lalla Ruqaya décède en 1902.

## Descendance
Lalla Ruqaya et Moulay Hassan Ier eurent pour enfants :
1. Lalla Oum Kelthoum[6];
2. Lalla Nezha[6];
3. Le sultan Moulay Abdelaziz (24 février 1881-10 juin 1943);
4. Lalla Chérifa[6];
5. Moulay Abdelkébir[3], il eut une carrière militaire dans les forces armées impériales au service de son frère-propre[3].